# Temas LGBT na mitologia
Temas LGBT na mitologia refere-se às diversas mitologias e narrativas religiosas que incluem histórias de afeição romântica ou sexual entre figuras do mesmo sexo ou ações divinas que resultam em mudanças de gênero. Esses mitos têm sido interpretados como formas antigas de expressão LGBT (Lésbicas, Gays, Bissexuais e Transgêneros) e várias concepções de sexualidade e gênero têm sido aplicadas a eles. Muitas mitologias atribuem a homossexualidade ou aos gêneros sexuais nos seres humanos uma ação dos deuses ou outras intervenções sobrenaturais. Exemplo disso são os mitos em que os deuses ensinam as pessoas sobre práticas sexuais do mesmo sexo, ou estórias que explicam a causa da homossexualidade ou transgênero.
A presença de temáticas LGBT nas mitologias se tornou uma temática de estudo intenso. Os estudos de estudos de gênero e teoria queer nas tradições não-ocidentais são menos desenvolvidos, mas a quantidade de estudo está crescendo desde o fim do século vinte. Mitos frequentemente incluem ser gay, bissexual ou transgênero como símbolos para experiências místicas ou sagradas. Davdutt Pattakaik argumenta que mitos "capturam o inconsciente coletivo das pessoas", e que isso reflete as crenças fortemente embasadas sobre as variantes sexuais que podem estar de acordo com morais sociais repressivas.

## Perspectiva crítica
...As manifestações queer da sexualidade, embora reprimidas socialmente, encontram um caminho de expressão nos mitos, lendas e tradições da terra.

Devdutt Pattanaik,
The Man who was a Woman and other Queer Tales of Hindu Lore.
O estatuto da mitologia varia de acordo com a cultura. Geralmente os mitos atuais são e os antigos eram literalmente acreditados como verdadeiros no seio da sociedade que os criou e considerados errados ou fictícios em outros lugares. Algumas culturas podem considerar os mitos como transmissores de verdades psicológicas ou arquetípicas. Os mitos têm sido usados para explicar e validar as instituições sociais de uma determinada cultura, bem como educar os membros dessa cultura. Esse papel social tem sido postulado em estórias que incluem amor entre pessoas do mesmo sexo, cujos objetivos eram educar os indivíduos quanto à atitude correta a adotar para o atividade sexual de pessoas do mesmo sexo e construções de gênero.

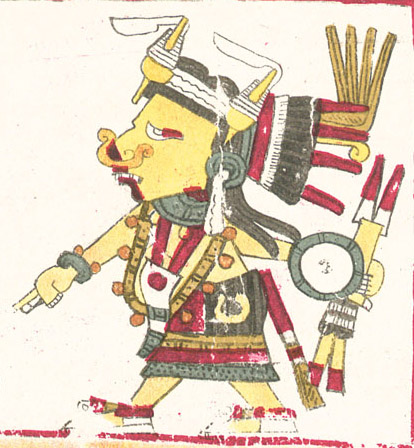
Tlazoteotl, a deusa do nascimento.

Desde o início da história escrita, centenas de culturas, mitos, folclores e textos sagrados têm incorporado temas homoeróticos e de identidade de gênero. Assim, desde esses tempos mais remotos, muitos mitos narravam estórias envolvendo homossexualidade, bissexualidade ou transgeneridade como símbolo de experiências míticas e/ou sagradas. Hoje em dia, o homoerotismo e a variância de gênero nesses mitos antigos têm sido analisados e estudados através das concepções LGBT modernas acerca de identidades e comportamentos, e muitas vezes criam-se termos novos para classificá-los; por exemplo, em divindades que se disfarçam do sexo oposto, ou adotam comportamentos tradicionais, ou certas figuras do sexo oposto podem ser chamadas de transsexuais em outras culturas, e os seres mitológicos sem órgãos reprodutivos ou com ambos os órgãos masculino e feminino em suas estruturas são hoje em dia chamados de andróginos ou intersexo. Alguns mitos individuais tem sido denominados queer numa tentativa dos críticos de rejeitarem a "heteronormatividade" ou o gênero binário em seus estudos. As interpretações queer podem ser baseadas apenas em evidências indiretas, tais como amizades do mesmo sexo invulgarmente estreitas ou a dedicação à castidade. Estas têm sido criticadas por ignorar o contexto cultural ou pela aplicação incorreta de preconceitos modernos ou ocidentais, assumindo, por exemplo, que o celibato significa apenas evitar a penetração ou o sexo reprodutivo (permitindo assim o sexo homoerótico), enquanto ignora a opinião generalizada acerca da potência espiritual contida no sêmen que abrange uma vacância de todos os sexos.
Os acadêmicos reconhecem a presença de temas LGBT nas mitologias ocidentais e elas são objetos de intensos estudos. A aplicação de estudos de gênero e teoria queer em tradições míticas não ocidentais é menos desenvolvida, no entanto tem vindo a crescer consideravelmente desde o final do século XX. Geralmente as narrativas mitológicas consideram a homossexualidade, a bissexualidade e o transgênero como um símbolo de experiências sagradas ou míticas. Também é comum, principalmente nas mitologias pagãs e politeístas, encontrarmos seres que mudam de gênero, ou que possuem aspectos de ambos os sexos ao mesmo tempo. Não deixa de ser comum também, em tais panteões, a atividade sexual com ambos os sexos, e hoje em dia eles são comparados a bissexualidade ou pansexualidade. Os mitos da criação, ou gênese, de muitas tradições, envolvem seres assexuados ou hermafroditas que criam o mundo através da relação sexual entre seres do sexo oposto ou do mesmo sexo.

## Mitologias europeias

### Greco-romana
A mitologia greco-romana possui diversas narrativas de histórias de amores entre seres do mesmo sexo. Esses mitos têm sido considerados fundamentalmente influentes na literatura ocidental LGBT, sendo constantemente adaptados, republicados e reescritos e, de fato, suas figuras são muitas vezes vistas como ícones. O lesbianismo, no entanto, quase não é encontrado nos mitos greco-romanos, embora destaca-se o de Zeus (Artemis) e Calisto.
- Aquiles e Pátroclo[15]
- Aquiles e Tróilo[16]
- Agamemnon e Argynnus[17]
- Agataida e Falanto[18]
- Ameinias e Narciso[15]
- Apolo e Jacinto[19]
- Apolo e Himeneu[19]
- Crisipo e Laio[20]
- Dáfnis e Pã[21]

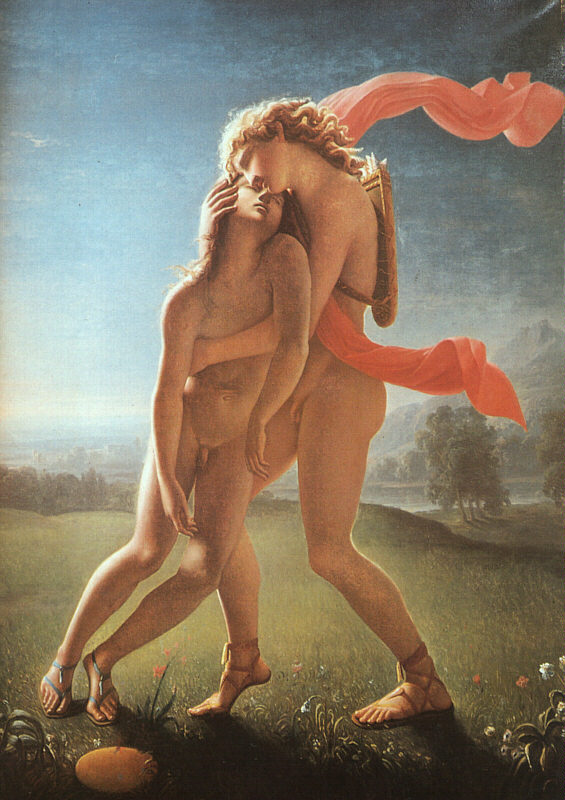
A Morte de Jacinto (1801) por Jean Broc.

O deus patrono das travestis é Dionísio, deus gerado na coxa de Zeus, seu pai, depois de sua mãe morrer esmagada pela forma verdadeira de Zeus. Também há deuses considerados patronos do amor entre homens gays, como o amor da deusa Afrodite e os deuses em sua comitiva, tais como Eros, Himeros e Pothos. Eros também faz parte de uma trindade de deuses que desempenharam papéis nas relações aquileanas, junto com Hércules e Hermes, que concedeu qualidades de beleza (e fidelidade), a força e a eloqüência, respectivamente, para os amantes do sexo masculino. Na poesia de Safo, Afrodite é identificada como patrona das lésbicas.
- Dionísio e Ampelus[21]
- Dionísio e Prosimno[26]
- Euríalo e Niso[27]
- Hércules e Abderus
- Hércules e Hilas[21]
- Hércules e Iolaus[20]
- Hermes e Krokus
- Ianfe e Ifis[28]

Temos também a história de Tirésias, adivinho cego da Aeona, que conhecia "os dois lados do amor/de Vênus" (tendo mudado de sexo duas vezes e vivido sete anos como mulher); numa história retomada e preservada pelo poeta romano Ovídio em sua Metamorfoses, Júpiter e Juno discutem quem tem mais prazer sexual, o homem ou a mulher, ao que o deus diz que as mulheres sentem maior prazer e Juno discorda, concordando, ambos, em pedir a opinião do adivinho que, dando razão à Júpiter ao afirmar que realmente as mulheres sentem maior prazer sexual que os homens, provoca a ira de Juno, que o cega.
- Poseidon e Pélope[19]
- Poliido e Glauco[31]
- Orfeu e os trácios[20]
- Orfeu e Kalais[20]
- Apolo/Silvano e Ciparisso[32]
- Zeus (Artemis) e Calisto[14]
- Zeus e Ganímedes[5]
- Hermafrodito

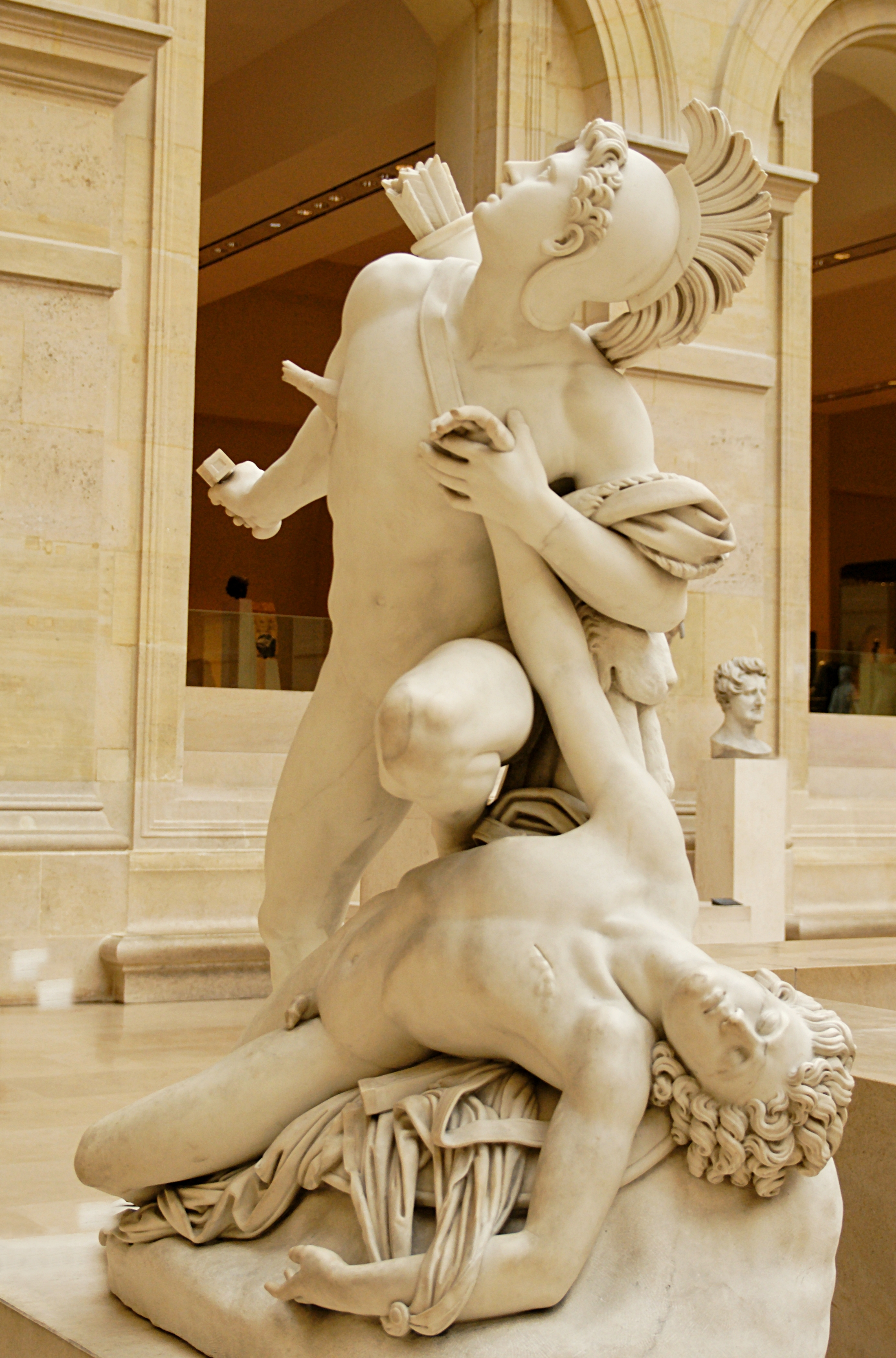
Jean-Baptist Roman, Eríalo e Niso (1827), Museu do Louvre.

Hermafrodito, por sua vez, era filho de Afrodite e Hermes e, por representar a fusão dos dois sexos, é considerado intersexo. Preservado na mitologia romana, cujos pais eram Mercúrio e Vênus, seu relato mais famoso é o da Metamorfoses de Ovídio, em que a náiade Salmacis se apaixona por ele e roga aos deuses que nunca se separem, provocando a fusão dos dois corpos. Alguns autores referem-se que tinha cabelos longos e seios.
O deus Pã, por sua vez, que vivia nas matas, engajava-se em relacionamentos com ninfas, meninas e também com meninos; sua presença causava pânico, palavra que deriva de seu nome.

### Nórdica

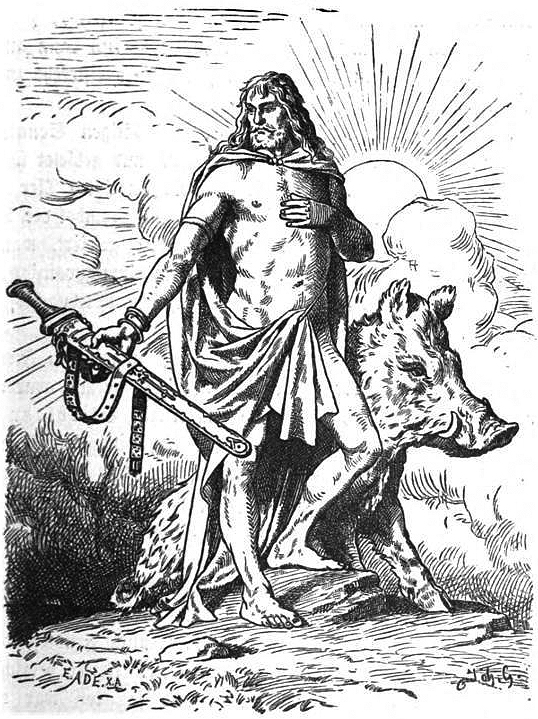
"Freyr" (1901) por Johannes Gehrts

Nas sagas escritas na língua nórdica antiga não existe nenhuma estória de relacionamentos gay ou lésbico, tampouco referências diretas à personagens LGBT, mas elas contêm vários trechos de vinganças decretadas por homens acusados de serem passivos em relações sexuais—o que os fariam ser considerados "afeminados" e, portanto, uma ameaça à reputação de um homem que precisava agir como líder ou guerreiro.
Apesar disso, existe a hipótese de que Freir, o deus nórdico da fertilidade, tenha sido adorado muitas vezes por um grupo de sacerdotes homossexuais ou afeminados, como sugerido por Saxão Gramático em sua Feitos dos Danos. Odin, por sua vez, é mencionado como um praticante de seid, forma de magia considerada vergonhosa se praticada por homens, sendo reservada às mulheres. É possível que a prática de seid envolvia também ritos sexuais com passivos e ativos e Odin foi insultado por conta disso.
Além disso, alguns dos deuses nórdicos eram capazes de mudar de sexo à vontade, como Loki, deus trapaceiro (Ver Trickster), frequentemente se disfarçava de mulher e até chegou a dar à luz um potro enquanto estava na forma de uma égua branca, depois de um encontro sexual com o garanhão Svadilfari. Comparações de um homem a uma mulher fértil e grávida eram insultos comuns na Escandinávia, e as implicações que podem garantir que Loki tenha sido bissexual podem ter sido consideradas um insulto.

### Celta e escocesa
Não existe nenhuma representação gay ou lésbica na mitologia celta. Comentadores da Grécia Antiga e da Roma antiga atribuíam a atividade sexual entre homens, incluindo a pederastia, em tribos celtas pré-cristãs. Contudo, autores modernos escrevem que a homossexualidade era punida em certas tribos celtas por conta da influência cristã, e que provavelmente  qualquer experiência sexual não procriativa que tenha existido foi posteriormente expurgada dos contos míticos celtas.

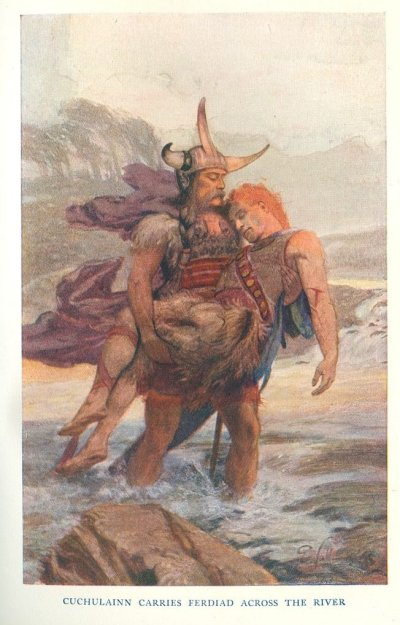
Cú Chulainn leva seu irmão adotivo Ferdiah pelo rio.

Contudo, certas leituras modernas tem sugerido temáticas LGBT por exemplo, entre os heróis e irmãos adotivos Cúchulainn e Ferdiah, e hoje em dia interpretam que tiveram uma relação bissexual. Quando forçados a lutarem entre si, Ferdiadh menciona as camas que compartilhavam, e diz-se que eles encontraram um ao outro depois do primeiro dia do conflito e se beijaram. Depois de três dias, Cú Chulainn derrota Ferdiah furando seu ânus com uma "arma misteriosa" chamada Gáe Bulg. O conto tem levado a comparações com o tema grego "guerreiros amantes" e a reação de Cú Chulainn após a morte de Ferdiah tem sido comparada com o lamento de Aquiles diante da morte de Patrócles.
No quarto ramo do Mabinogion da mitologia galesa, Gwydion ajuda seu irmão Gilfaethwy a estuprar Goewin, titular do pé de Math fab Mathonwy. Gwydion e Gilfaethwy voltam à corte de Math, onde Gilfaethwy estupra Goewin. Quando Math sabe disso, ele transforma seus sobrinhos e um monte de pares de animais acasalados; Gwydion torna-se um cervo durante um ano e, em seguida, uma porca e, finalmente, um lobo. Gilfaethwy torna-se um cervo, javali e uma loba. A cada ano eles são obrigados a acasalar e produzirem uma prole que é enviada a Math: Hyddwn, Hychddwn e Bleiddwn. Após três anos Math libera seus sobrinhos de sua punição.

## Mitologias asiáticas

### Chinesa

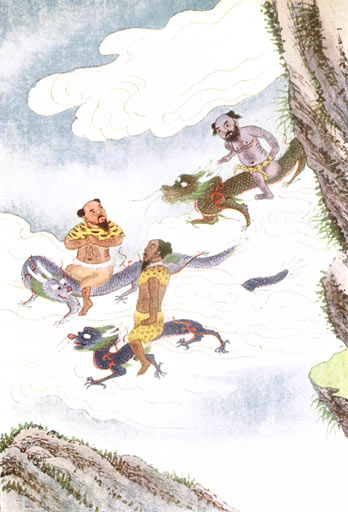
Dragões deuses, do Mitos e lendas da China, 1922, por E.T.C. Werner. Nos mitos, muitas vezes os dragões violentam sexualmente homens mais velhos

A mitologia chinesa é rica em histórias sobre homossexualidade. As histórias mitológicas e folclóricas da China antiga refletem suas perspectivas em relação à homossexualidade, ao invés de pontos de vista modernos. Esses mitos são muito influenciadas por crenças religiosas, em especial o Taoísmo e o Confucionismo, e posteriormente incorporou elementos do Budismo. A tradições pré-taoísta e pré-Confúcio eram predominantemente xamânicas; acredita-se que a origem do amor masculino pelo mesmo sexo se deu no sul mítico, assim, por vezes, a homossexualidade ainda é chamada de "vento sul" e, a partir desse período, muitos espíritos ou divindades foram considerados figuras LGBT, como Chou Wang, Lan Caihe, Shan Gu, Yu o Grande e Gun.
Os encontros homossexuais são comuns no folclore chinês. Nas histórias, fadas ou espíritos de animais geralmente escolhem parceiros do mesmo sexo para se relacionarem, especialmente garotos ou homens mais novos. De acordo com os pioneiros chineses no estudo da homossexualidade na China, a única exceção dessa preferência por mais jovens se dá com o dragão, uma poderosa besta mitológica; os dragões chineses "consistentemente apreciam relações sexuais com homens velhos", e um dos exemplos se dá no conto "O Velho Fazendeiro e um Dragão", em que um agricultor de sessenta anos de idade é  violentado por um dragão que passava por aquele lugar, resultando em feridas derivadas da penetração e mordidas que requerem atenção médica.
Tu Er Shen é uma deidade no folclore chinês que administra o amor e o sexo entre os homossexuais. Seu nome literalmente significa "divindade coelho". De acordo com "O Conto do Deus Coelho" no Zi Bu Yu, Tu Er Shen era originalmente um homem chamado Hu Tianbao, que certa vez se apaixonou por um belo jovem inspetor imperial da Província de Fujian; um dia, Hu Tianbao foi pego espiando o inspector nu, e teve de confessar seus afetos relutantes em relação ao outro; por conta disso, o inspector imperial o condenou à morte por espancamento; pelo fato de seu crime ter sido derivado por amor, os funcionários do submundo decidiram reparar a injustiça delegando Hu Tianbao como um deus que harmoniza os afetos homossexuais. A fim de atender às necessidades dos homossexuais modernos, a adoração do Deus Coelho foi reanimado em Taiwan com um templo fundado em Younghe por um padre gay taoísta.
Apesar da existência desse considerável número de mitologias de conteúdo homossexual, algumas escolas taoístas consideraram as relações homossexuais como uma forma de má conduta ao longo da história chinesa.

### Hindu

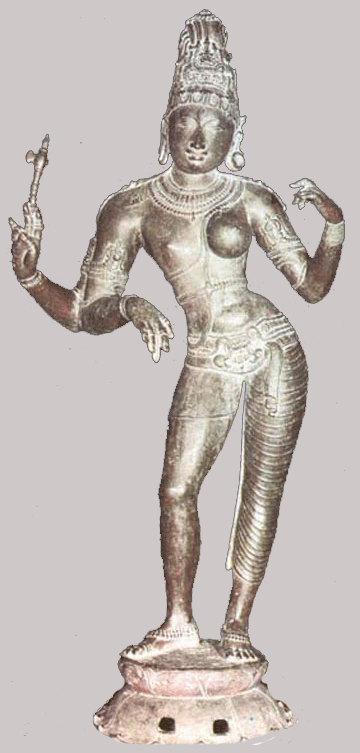
Shiva e Shakti na forma de Ardhanarisvara

Há muitos exemplos de deidades que mudam de gênero na mitologia hindu, manifestando-se em sexos diferentes em momentos diferentes, ou mesmo transformando-se em seres andróginos ou hermafroditas. A fim de facilitar sua relação sexual, os deuses hindus modificam seu sexo ou se manifestam como avatar do sexo oposto. Também há seres não divinos que passam por mudanças de sexo por meio da intervenção dos deuses, como resultado de maldição ou bênção, ou ainda como resultado natural de sua reencarnação.
A mitologia hindu contém numerosos incidentes em que as interações sexuais servem para uma finalidade não sexual, sagrada e, em alguns casos, essas interações ocorrem com seres do mesmo sexo. Por vezes tais interações são condenadas pelos deuses, e em outros momentos eles abençoam casais homossexuais.
Além das histórias de sexo e de variação sexual — que geralmente são aceitas pelo hinduísmo — os estudiosos modernos e ativistas gays também destacam temas LGBT em textos menos famosos e menores ou mesmo apontam referências LGBT em histórias que, tradicionalmente, acredita-se que não tenham conotação homoerótica. Essas análises têm causado divergências sobre o verdadeiro significado das histórias hindus mais antigas.

### Budista
Muitas leis morais budistas surgem de contos tradicionais e lendas, e isso inclui o caso da visão budista quanto às pessoas LGBT. Por exemplo, as regras monásticas que proíbem o clero do sexo variante em algumas seitas são derivadas de interpretações do épico Mahavagga: na seção Pandakavathu dessa obra, contos sobre "pandaka" (pessoas de gênero ou sexo variante) são citados. Em uma das mais famosas, um Pandaka aborda um grupo de monges e, em seguida, um grupo de novatos, e finalmente caçadores de elefantes, pedindo a todos esses que "corrompessem" ela/ele. Embora tivesse sido rejeitado(a) e fosse expulso(a), os encontros criaram um etos de insinuação acerca dos monges, fazendo com que o Buda barrasse pandakas do clero. Subsequentemente os pandakas foram vistos de forma negativa por alguns textos. Esta crítica, contudo, não se aplicava aos leigos, e existem muitas histórias budistas retratando pandakas mais positivamente. Alguns textos considerem como pandakas apenas travestis e eunucos, outros citam como pandakas qualquer pessoa compulsivamente propícia à conduta sexuais inapropriadas.(incluindo-se aí homossexuais e heterossexuais).

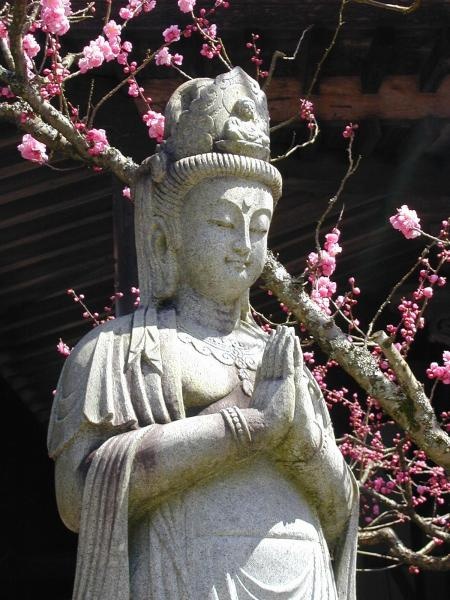
Estátua de Kuan no Monte Koya, Japão

Segundo alguns acadêmicos, nas estórias não canônicas do Jataka (contos do folclore indiano, relatos sobre as vidas anteriores do Buda) as narrativas em que o Buda quase sempre possui um companheiro do sexo masculino; em alguns contos as almas dos dois amantes estavam reencarnadas como pares de animais, "em ruminação, juntos e aconchegados, muito felizes, com a cabeça, o focinho e o chifre encostados no do outro". Embora não se refiram a atividades sexuais, essas relações entre homens mostram seus lados afetivos e amorosos, e contrastam com as diversas narrativas sobre casamentos infelizes e dificultosos com uma esposa de má gênio. Entretanto outros estudiosos apontam as estórias do Jakata como referentes ao amor entre irmãos, não entre amantes.
Budistas influentes como Vasubandhu e Asanga postularam pandakas como não capazes de seguir os preceitos monásticos ou leigos ou integrar a comunidade eficazmente. Shantideva e Àsvaghosa também citaram a homossexualidade como má conduta sexual. Shantideva embasou-se em citações do Sutra Saddharma-smrtyupasthana. De forma semelhante, textos budistas como o Sutra do lótus restringem a aproximação dos budistas  e o ensino do Darma aos sexualmente divergentes.
No tradicional Budismo Therevada da Tailândia, diz-se que a homossexualidade é "consequência cármica de violar proibições budistas contra a má conduta heterossexual em uma encarnação anterior". Os budistas tailandeses também acreditam que o discípulo Ananda teria reencarnado várias vezes como mulher, e que, em alguma de suas vidas pretéritas, foi um ser transgênero. Numa das histórias sobre uma de suas vidas anteriores, Ananda teria sido um solitário iogue que era apaixonado por uma Naga, serpente rei do folclore indiano, que, transformando-se num belo rapaz, teve relações sexuais com ele, que teve de terminar o contato para não se desviar dos assuntos espirituais.
Citando os comentarios de Asanga e Vasubandhu, budistas tibetanos historicamente influentes como Gampopa, Longchempa e Je Tsongkhapa também consideraram  homossexualidade como má conduta sexual. O que também é apoiado por mestres budistas como o atual Dalai Lama.
De acordo com uma antiga lenda budista do Japão, o amor entre homens do mesmo sexo teria sido introduzido no país por Kukai, fundador da seita Palavra Verdadeira (Shingon), grupo do budismo esotérico japonês. Historiadores, entretanto, consideram a lenda como historicamente imprecisa. O monge Tendai Genshin foi um dos poucos críticos da homossexualidade prevalente na sociedade japonesa.
Alguns Bodisatvas  mudam de sexo em diferentes incarnações. Alguns associam essas mudanças à homossexualidade ou transsexualidade. Kuan Yin (Kannon), Avalokitesvara, e Tara mudam de sexos em algumas tradições budistas.

## Leitura complementar
- Conner, Randy P.; David Hatfield Sparks, Mariya Sparks (1998). Cassell's Encyclopedia of Queer Myth, Symbol and Spirit. UK: Cassell. ISBN 0304704237
- Penczak, Christopher (2003). Gay Witchcraft: Empowering the Tribe. [S.l.]: Weiser. ISBN 9781578632817
- Greenberg, Yudit Kornberg (2007). Encyclopedia of Love in World Religions. [S.l.]: ABC-CLIO. ISBN 9781851099801